# جيف بيرس (لاعب كرة قاعدة)
جيف بيرس (بالإنجليزية: Jeff Pierce) هو لاعب كرة قاعدة أمريكي، ولد في 7 يونيو 1969 في بكبسي في الولايات المتحدة.

## وصلات خارجية
- جيف بيرس على موقعبيزبول رفرنس.كوم (الدوري الرئيسي) (الإنجليزية)
- جيف بيرس على موقعبيزبول رفرنس.كوم (الدوري الثانوي) (الإنجليزية)